# 1152 до н. е.

## Події
В Еламі, стародавній державі, що існувала на місці сучасного Ірану, царює Шутрук-Наххунте I.
Його сучасником на теренах Ассирії був цар Ашшур-дан I.
У Вавилонії в цей час триває правління царя Мардук-кабіт-аххі-шу
В 1152 році до н. е. нащадок Енея Асканій заснував місто Альба-Лонга.